# Segona Federació FutFem
La Segona Federació de Futbol Femení o Segona Federació FutFem és la tercera divisió de futbol femení a l'estat espanyol. Està formada per 32 equips dividits en dos grups de 16 equips cadascun, agrupats prioritàriament segons la seva proximitat. Aquests grups reben el nom de Segona Federació Nord i Segona Federació Sud. La competició té l'estatus d'oficial, és d'àmbit estatal i definida amb caràcter no professional de nivell aficionat. És organitzada per la RFEF.
La competició es desenvolupa en dues fases: lliga regular i Play Off. A la lliga regular s 'enfronten els equips de cada grup a doble volta totes contra totes, configurant un total de 30 jornades.
Al final de la Lliga regular tenim una classificació Segona Federació Nord i una altra a la Segona Federació Sud. Els dos equips primers classificats de cada grup són els que ascendeixen directament a Primera Federació FutFem. Els dos equips classificats en segon lloc a cada lliga regular, Nord i Sud, jugaran un Play Off d'ascens, sent les guanyadores a doble partit les que aconsegueixin la tercera plaça d'ascens a la Primera Federació FutFem. Els equips del 13è al 16è descendiran a Primera Nacional fent un total de 8 descensos que es reparteixen entre els sis grups d'aquesta categoria.

## Equips Segona Federació Nord[2]
La temporada 2022 2023 els equips que formen el grup Nord de la Segona Federació Femenina són:
| Athlètic Club C (Euzkadi)     | CA Osasuna Fundación B (Navarra) |
| Atlético de Madrid B (Madrid) | CD Parquesol (Castilla León)     |
| Bizkerre FT (Euzkadi)         | CD Pradejón (La Rioja)           |
| RCD Espanyol B (Catalunya)    | CDE Racing Féminas (Cantabria)   |
| CE Europa (Catalunya)         | Sardoma CF (Galicia)             |
| PM Friol (Galicia)            | Torrelodones CF (Madrid)         |
| CD Getafe Femenino (Madrid)   | Viajes Interrías FF (Galicia)    |
| Real Madrid B (Madrid)        | Zaragoza CFF (Aragón)            |

## Equips Segona Federació Sud[3]
La temporada 2022 2023 els equips que formen el grup Sud de la Segona Federació Femenina són:
| CFF Albacete Globalcaja (Castilla La Mancha) | Levante UD B (País valencià)          |
| UD Almeria (Andalucía)                       | Madrid CFF B (Madrid)                 |
| Atlètico Baleares (Illes Balears)            | Málaga CF (Andalucía)                 |
| Real Betis B (Andalucía)                     | CD Pozoalbense (Andalucía)            |
| Cacereño Femenino Atlético (Extremadura)     | CD Santa Teresa (Extremadura)         |
| CD Femarguín SPAR Gran Canaria (Canarias)    | RU de Tenerife Santa Cruz (Canarias)  |
| Fundación Canaria CD Tenerife (Canarias)     | CF Unión Viera (Canarias)             |
| FF La Solana (Castilla La Mancha)            | Valencia Féminas CF B (País Valencià) |